# Beröringen
 Beröringen és un drama suec d'Ingmar Bergman estrenada el 1971.

## Argument
Una mestressa de casa sueca començarà una relació sentimental amb un arqueòleg estranger, que treballava prop de la llar familiar. Però aquest home s'espanta pels sentiments: és un jueu sobrevivint dels camps de concentració. Així, la seva relació es fa difícil ...

## Altres títols
- Itàlia: Adultera
- Portugal: O Amante
- Dinamarca: Berøringen
- Alemanya: Die Berührung
- Espanya: La Carcoma
- França: Le Lien
- Estats Units: The Touch

## Repartiment
- Elliott Gould: David Kovac
- Bibi Andersson: Karin Vergerus
- Max von Sydow: Andreas Vergerus
- Sheila Reid: Sara Kovac
- Margareta Byström: Secretària d'Andreas Vergerus
- Staffan Hallerstam: Anders Vergerus
- Barbro Hiort af Ornäs: Mare de Karin
- Åke Lindström: Dr. Holm
- Ann-Christin Lobråten: Empleada de museu
- Maria Nolgård: Agnes Vergerus
- Erik Nyhlén: L'arqueòleg